# زنغلان سفلي
زنغلان سفلي (بالفارسية: زنگلان سفلی) هي قرية تقع في أذربيجان الغربية في إيران. يقدر عدد سكانها بـ 581 نسمة بحسب إحصاء 2016.